# Phêrô Trương Văn Đường
Phêrô Trương Văn Đường là một thầy giảng tử vì đạo dưới triều vua Minh Mạng, được Giáo hội Công giáo Rôma phong Hiển Thánh vào năm 1988.  
Ông sinh năm 1808 tại Kẻ Sở, Thanh Liêm, Hà Nam (nay là giáo xứ Sở Kiện, thị trấn Kiện Khê, huyện Thanh Liêm, tỉnh Hà Nam, thuộc Tổng giáo phận Hà Nội), có chú ruột là linh mục Phêrô Trương Văn Thi. Năm 26 tuổi, ông được lên bậc thầy giảng và được cử giúp thừa sai François Marette Phan tại giáo xứ Bầu Nọ (nay là Giáo xứ Nỗ Lực, Giáo phận Hưng Hóa. Ngày 20 tháng 6 năm 1837, khi quan quân vây làng tìm bắt thừa sai Cornay Tân, ông bị một người chỉ điểm nói là học trò của thừa sai Tân nên bị bắt. Ngày 21 tháng 6 năm 1837, cùng với thừa sai Cornay Tân, thầy Nguyễn Văn Mỹ, thầy Vũ Văn Truật, ông bị giải về Sơn Tây. Ngày 19 tháng 10 năm 1837, ông bị án giảo giam hậu. Mùa thu năm 1838, vua Minh Mạng hạ lệnh cứu xét lại các bản án và truyền thi hành lệnh xử Nguyễn Văn Mỹ, Vũ Văn Truật và Trương Văn Đường. Ông bị xử ngày 18 tháng 12 năm 1838. 